# Sidorahayu (Plakat Tinggi)
Sidorahayu is een bestuurslaag in het regentschap Musi Banyuasin van de provincie Zuid-Sumatra, Indonesië. Sidorahayu telt 2715 inwoners (volkstelling 2010).